# Gran Mesquita d'Alger
La Gran Mesquita d'Alger o Djamaa el-Kebir (àrab: الجامع الكبير, al-Jāmiʿ al-Kabīr, ‘la Gran Mesquita’) és una mesquita d'Alger, capital d'Algèria, situada molt a prop del port. Una inscripció del mínbar o púlpit testimonia que es va construir al 1097. És un dels pocs exemples que resten d'arquitectura almoràvit. És la mesquita més antiga d'Alger i es considera la més antiga d'Algèria, així com una de les més antigues del Magreb, després de la Gran Mesquita de Kairuan. La va construir el soldà Alí ibn Yússuf. El seu minaret data del 1332 (1324 en algunes fonts) i l'edificà el soldà Zianid de Tremecén. La galeria exterior de la mesquita va ser construïda al 1840, com a conseqüència d'una completa reconstrucció del carrer pels francesos.
La Gran Mesquita és a la part nord-est de la ciutat, a l'àrea històrica de Kasbah, prop del port, al costat de la Cambra de Comerç. Abans era a la Rue de la Marine durant el govern colonial francés d'Algèria, que era llavors l'entrada del port. La Rue de la Marine ja no existeix, fou superada pel carrer d'Angkor i per l'avinguda d'Ernest Guevara i a l'àrea de la mesquita hi ha una carretera anomenada Saadi i Mokhtar Ben Hafidh, on es troba. La mesquita inclou un pòrtic de columnes i arcs que van ser construïts a l'inici del període colonial. Aquests en precedeixen la façana.

## Característiques
La mesquita té un pati rectangular de 38 × 46 m en una quadrícula de 9 × 11 m. Els costats estrets del rectangle (amb amplària major que la profunditat perpendicular) inclouen una riwaq (galeria). Aquest layout es replicà en moltes estructures religioses, per exemple en la Mesquita del Magrib Occidental d'Algèria. La mesquita principal va ser construïda al 1097; el minaret del cantó nord-oest fou un afegit posterior (segons una inscripció de la base), el 1332, del soldà Alí ibn Yússuf. La galeria a l'entorn de la mesquita principal s'afegí al 1840.
El saló d'oració se subdivideix en onze balatat (naus) suportats per columnes. Cada nau és coronada per un doble sostre inclinat. El saló d'oració s'alinea a sota de les cinc primeres arcades que van paral·leles a la paret de l'alquibla.

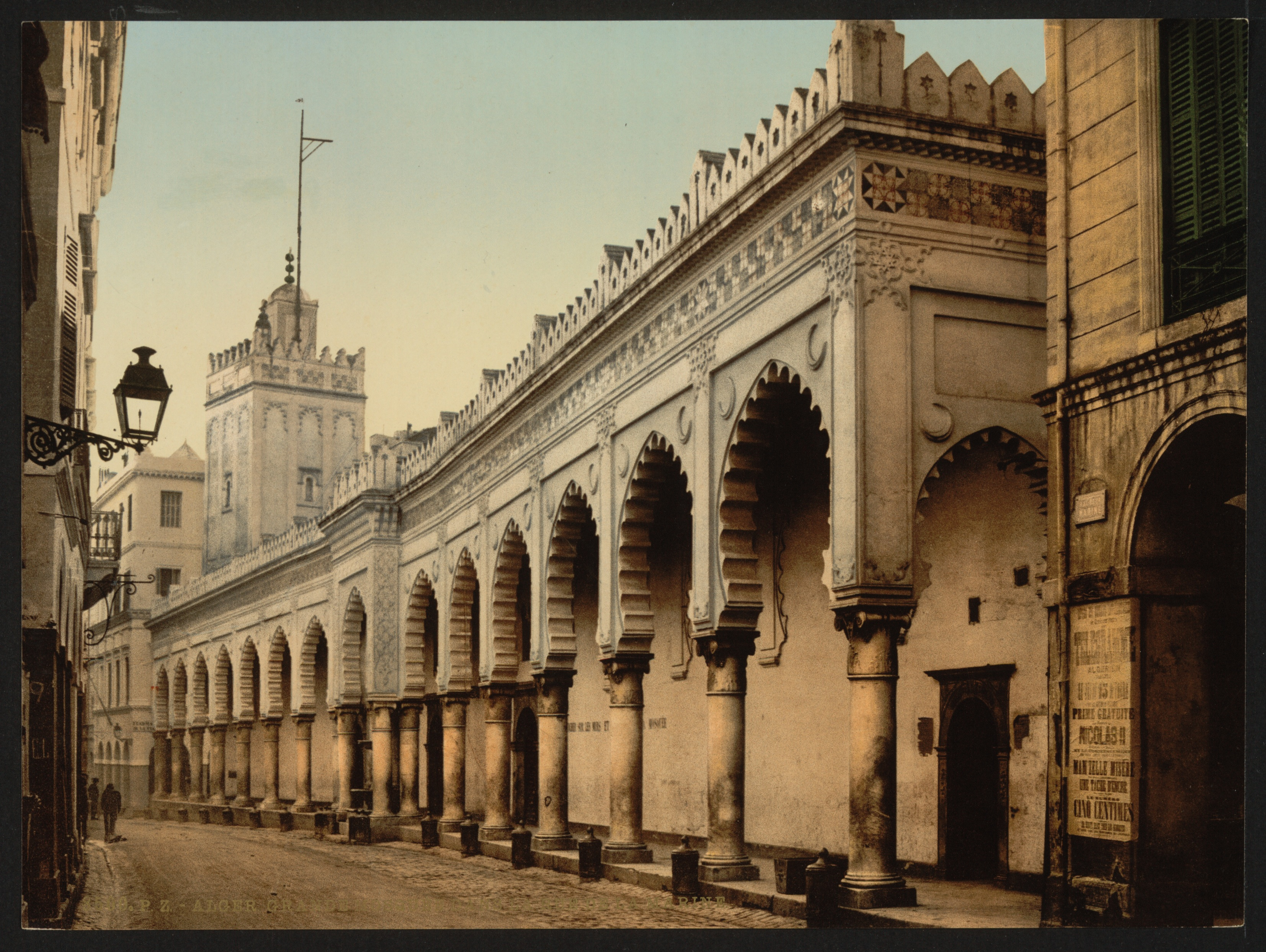
Gran Mesquita d'Alger (1899)

El mihrab, que originàriament es construí com a part integrant de la mesquita el 1097, va ser destruït pels bombardeigs del 1682 (hègira: 1093). El mihrab reconstruït segueix l'estil típic d'Alger del segle xviii, amb arcs lobulats a la fi de la nau central. És una façana de frescs amb dues petites columnes espirals, amb un arc d'estuc, a cada costat, d'ogiva vist en relleu. A la vora del mihrab d'ambdós costats, hi ha dues obertures de portes que duen a petites sales, a la sala d'oració de l'imam per a dir les oracions diàries i sermons. El mihrab és preservat en el Museu Nacional d'Antiguitats i Arts Islàmiques d'Alger. És un dels millors esculpits del seu tipus d'Algèria. Conté una inscripció: «بسم الله الرحمن الرحيم أتم هذا المنبر في أول شهر رجب من سنة تسعين وأربعمائة. الذي عمل محمد», ‘En nom de Déu, el Compassiu, el Misericordiós. Aquest mínbar es construí l'1 del mes de ràjab de l'any 490, fet per Muhàmmad’. És esculpit en fusta fixa sobre rodes per al moviment lliure del període almoràvit. Segueix la forma simple de panells de la Gran Mesquita de Kairuan.
Un pati tancat forma part de les arcades externes de l'estructura de la mesquita, una característica que no es veu en el layout de l'edifici. Les primeres mesquites almoràvits es construïren en un pla en forma de T, cosa que no apareix en aquesta mesquita. Però el seu corredor central és més ampli que els altres.
Els materials utilitzats en la construcció de la mesquita foren pedra, rajola, teules, fusta i ornamentació de ceràmica i fusta.